# Richie Rich (serial din 1980)
Richie Rich este un serial de televiziune produs de studioul Hanna-Barbera ce s-a difuzat pe ABC din 1980 din 1984 și din nou în 1988 a programului The Funtastic World of Hanna-Barbera. Bazat pe personajul Richie Rich din beznile desenate Harvey, serialul a împărțit timp cu Scooby Doo și Scrappy-Doo, The Little Rascals, Pac-Man și Monchhichis în timpul difuzării sale originale. Celălalt personaj cel mai vizibil este câinele lui Richie, numit Dollar. Serialul se difuzează în mod ocazional pe Boomerang.
În România, serialul s-a difuzat pe canalul Cartoon Network înainte ca canalul să fie introdus în limba română.

## Despre serial
Serialul se concentrează pe aventurile lui Richie Rich, familiei sale și prietenilor săi.

## Episoade

### Sezonul 1
1. The Robotnappers
2. One of Our Aircraft Carriers is Missing
3. The Shocking Lady Strikes Again
4. The Kangaroo Hop
5. The Show Bounders
6. Who’s Afraid of Big Bad Bug
7. Constructo
8. Mystery Mountain
9. Disaster Master
10. Disappearing Dignitaries
11. Phantom of the Movies
12. The Great Charity Train Robbery

### Sezonul 2
1. Sinister Sports Spectacular
2. Piggy Bank Prank
3. The Rare Scare
4. Spring Cleaning
5. The Blur
6. Irona Versus Demona
7. Counterfeit Dollar
8. The Abominable Snow Plan
9. Poor Little Richbillies
10. Wiped Out
11. It’s No Giggling Matter
12. Prankster Beware
13. The Most Unforgettable Butler
14. Caveboy Richie

### Sezonul 3
1. Muscle Beach
2. Kitty Sitter
3. Silence Is Golden
4. Cur Wash
5. Chef’s Surprise
6. Miss Robot America
7. The Greatest Invention in the World
8. TV Dollar
9. Cowhand
10. Welcome Uncle Cautious
11. Clothes Make the Butler
12. Young Irona
13. Baseball Dollar
14. The Youth Maker
15. Genie with the Light Brown Hair
16. The Collector
17. The Giant Ape Caper
18. The Haunting of Castle Rich

### Sezonul 4
1. Richie Goes to Sirik
2. Sky Hook
3. The Maltese Monkey
4. Boy of the Year
5. Born Flea
6. Everybody’s Doing It
7. The Pie-Eyed Piper
8. Suavo
9. Look-A-Like
10. The Midas Touch
11. Mayda Money
12. Busy Butler
13. Dignifie Doggy
14. Shoe Biz
15. Guard Dog
16. Dollar’s Exercise
17. How Human
18. Hard to Study

## Legături externe
- Richie Rich la Internet Movie Database

1. ↑  Fernsehserien.de, accesat în 2 iunie 2020